# LTE en l'espectre sense llicència
LTE en l'espectre sense llicència (LTE-Unlicensed, LTE-U) és una extensió de l'estàndard sense fil Long-Term Evolution (LTE) que permet als operadors de xarxa cel·lular descarregar part del seu trànsit de dades accedint a l'espectre sense llicència 5. Banda de freqüència de GHz. LTE-Unlicensed és una proposta, desenvolupada originalment per Qualcomm, per a l'ús de la tecnologia de radiocomunicacions 4G LTE en l'espectre sense llicència, com ara el 5 Banda de GHz utilitzada per equips Wi-Fi compatibles amb 802.11a i 802.11ac. Serviria com a alternativa als punts d'accés Wi-Fi propietat dels operadors. Actualment, hi ha diverses variants de funcionament LTE a la banda sense llicència, com ara LTE-U, accés assistit per llicència (LAA), MulteFire, sXGP i CBRS.

## LTE en l'espectre sense llicència (LTE-U)
La primera versió de LTE-Unlicensed s'anomena LTE-U i està desenvolupada pel LTE-U Forum per funcionar amb les versions 3GPP existents de l'11/10/12. L'LTE-U va ser dissenyat per a un llançament ràpid en països, com els Estats Units i la Xina, que no exigeixen la implementació de la tècnica d'escolta abans de parlar (LBT). L'LTE-U permetria als operadors de telefonia mòbil augmentar la cobertura de les seves xarxes cel·lulars, utilitzant el 5 sense llicència. Banda de GHz ja poblada per dispositius Wi-Fi.
L'LTE-U està pensat per permetre que les xarxes cel·lulars augmentin les velocitats de dades en distàncies curtes, sense que l'usuari hagi d'utilitzar una xarxa Wi-Fi separada com ho faria normalment. Es diferencia de les trucades per Wi-Fi; hi ha un canal de control que utilitza LTE, però totes les dades (no només les trucades telefòniques) flueixen per la xarxa sense llicència 5. Banda de GHz, en lloc de les freqüències de la portadora.
El 2014, Verizon va crear el Fòrum LTE-U, juntament amb Alcatel-Lucent, Ericsson, Qualcomm i Samsung com a membres. El fòrum col·labora i crea especificacions tècniques per a estacions base i dispositius de consum que passen LTE-U a la xarxa sense llicència banda de 5 GHz, així com especificacions de coexistència per gestionar la contenció del trànsit amb els dispositius Wi-Fi existents.
T-Mobile i Verizon Wireless han indicat un interès inicial en desplegar un sistema d'aquest tipus ja el 2016. Mentre que els proveïdors de telefonia mòbil normalment depenen de l'espectre radioelèctric del qual tenen llicències exclusives, l'LTE-U compartiria espai amb els equips Wi-Fi que ja ocupen aquesta banda – telèfons intel·ligents, ordinadors portàtils i tauletes que es connecten a xarxes de banda ampla domèstiques, punts d'accés gratuïts proporcionats per empreses, etc.
A finals de gener de 2019, hi havia tres xarxes LTE-U desplegades/llançades en tres països; vuit operadors més estan invertint en la tecnologia en forma de proves o projectes pilot en set països.

## Accés assistit per llicència (LAA)
La segona variant de LTE-Unlicensed és Licensed Assisted Access (LAA) i ha estat estandarditzada pel 3GPP a Rel-13. LAA compleix els requisits del protocol LBT, que és obligatori a Europa i al Japó. Promet proporcionar un marc global unificat que compleixi amb els requisits normatius de les diferents regions del món.
- La versió 13 del 3GPP defineix LAA només per a l'enllaç descendent (DL).
- La versió 14 del 3GPP defineix l'accés assistit amb llicència millorat (eLAA), que inclou l'operació d'enllaç ascendent (UL) al canal sense llicència.
- 3GPP Rel-15 La tecnologia va continuar desenvolupant-se a la versió 15 del 3GPP sota el títol Further Enhanced LAA (feLAA).

Ericsson utilitza el terme Accés assistit per llicència (LAA) per descriure una tecnologia similar. LAA és l'esforç del Projecte de Associació de Tercera Generació (3GPP) per estandarditzar el funcionament de l'LTE a les bandes Wi-Fi. Utilitza un protocol de contenció conegut com a escolta abans de parlar (LBT), obligatori en alguns països europeus, per coexistir amb altres dispositius Wi-Fi a la mateixa banda.

## Controvèrsia
L'ús proposat de LTE-U per part dels operadors de xarxes de telefonia mòbil és objecte de controvèrsia a la indústria de les telecomunicacions. El juny de 2015, Google va enviar a la Comissió Federal de Comunicacions (FCC) dels Estats Units una protesta de 25 pàgines, presentant un argument en contra de l'LTE-U amb detalls molt tècnics. Com que l'estudi de Google no va utilitzar equips LTE-U reals a les proves, alguns experts del sector han qüestionat les seves conclusions, i un comentarista ha qualificat l'estudi de "totalment artificial i especulatiu" i "vergonyós".

## Implementacions
El novembre de 2016, Verizon, a part del pla de coexistència de la Wi-Fi Alliance, va presentar una sol·licitud d'Autoritat Temporal Especial (STA) a la FCC per provar 40 petites cel·les a la banda de 5 GHz. Segons una declaració separada, Verizon durà a terme les proves a Oklahoma City, Raleigh i Cary, Carolina del Nord, i Irving, Texas.
El febrer de 2017, la FCC va aprovar l'ús de LTE-U en estacions base fabricades per Ericsson i Nokia.
El 26 de juny de 2017, T-Mobile va declarar que havia llançat amb èxit LTE-U a Bellevue, Washington; Brooklyn, Nova York; Dearborn, Michigan; Las Vegas, Nevada; Richardson, Texas; i Simi Valley, Califòrnia.
El gener de 2019, la Global Mobile Suppliers Association va informar que 32 operadors inverteixen en LAA a 21 països; aquesta xifra havia augmentat a 37 operadors a 21 països el juliol de 2019. Vuit d'aquests han anunciat el llançament de la xarxa LAA en sis països, mentre que 29 operadors estan provant o desplegant la tecnologia en 18 països. La GSA també va identificar 21 xips que contenien mòdems compatibles amb un o més dels següents proveïdors: LTE-U, LAA, LWA o CBRS, com ara GCT, Intel, Mediatek, Qualcomm i Samsung.